# Станфорд (Кент)
Станфорд (на английски: Stanford) е село и гражданска енория в графство Кент, Англия. Той е част от района Фолкстон анд Хайт. През 2011 г. населението е 429 души.
Селото се развива по протежение на древна римска каменна улица и е разделено от изграждането на магистрала M20 на Станфорд Север и Станфорд Юг. Станфордската вятърна мелница и енорийската църква „Вси светии“ са емблематични сгради в селото.
В селото се намира хиподрумът „Фолкстон“, който по време на Втората световна война се използва за летище на Кралските военновъздушни сили. В непосредствена близост до хиподрума се намира замъкът „Уестънхангър“.
- Замъкът „Уестънхангър“
- Барабанният хан
- Бившата вятърна мелница